# 23e dynastie van Egypte
Wat Manetho de 23e dynastie noemt, was in feite een rivaliserende dynastie van de Libische 22e dynastie die over de Delta regeerde. Tijdens de regering van Sjosjenq III van de 22e dynastie riep rivaal Pedoebast I zich eveneens uit tot koning van Egypte. De koningen van de 23e dynastie werden geaccepteerd in Thebe, Hermopolis, Leontopolis, Heracleopolis en Tanis. 
De rivaliserende vorsten van het noorden trachtten ieder grip te krijgen op het theocratische zuiden, waar de Godsvrouw van Amon de scepter zwaaide. De eerste van deze Godsvrouwen was Sjepenwepet, een dochter van Osorkon IV van de 23e dynastie. De Godsvrouwen, die er via hun hooggeplaatste positie voor zorgden dat het zuiden onder controle bleef van de 23e dynastie, konden niet huwen. Zij waren immers de Godsvrouw van Amon, en opvolging werd dan ook via adoptie geregeld. 

## Galerij

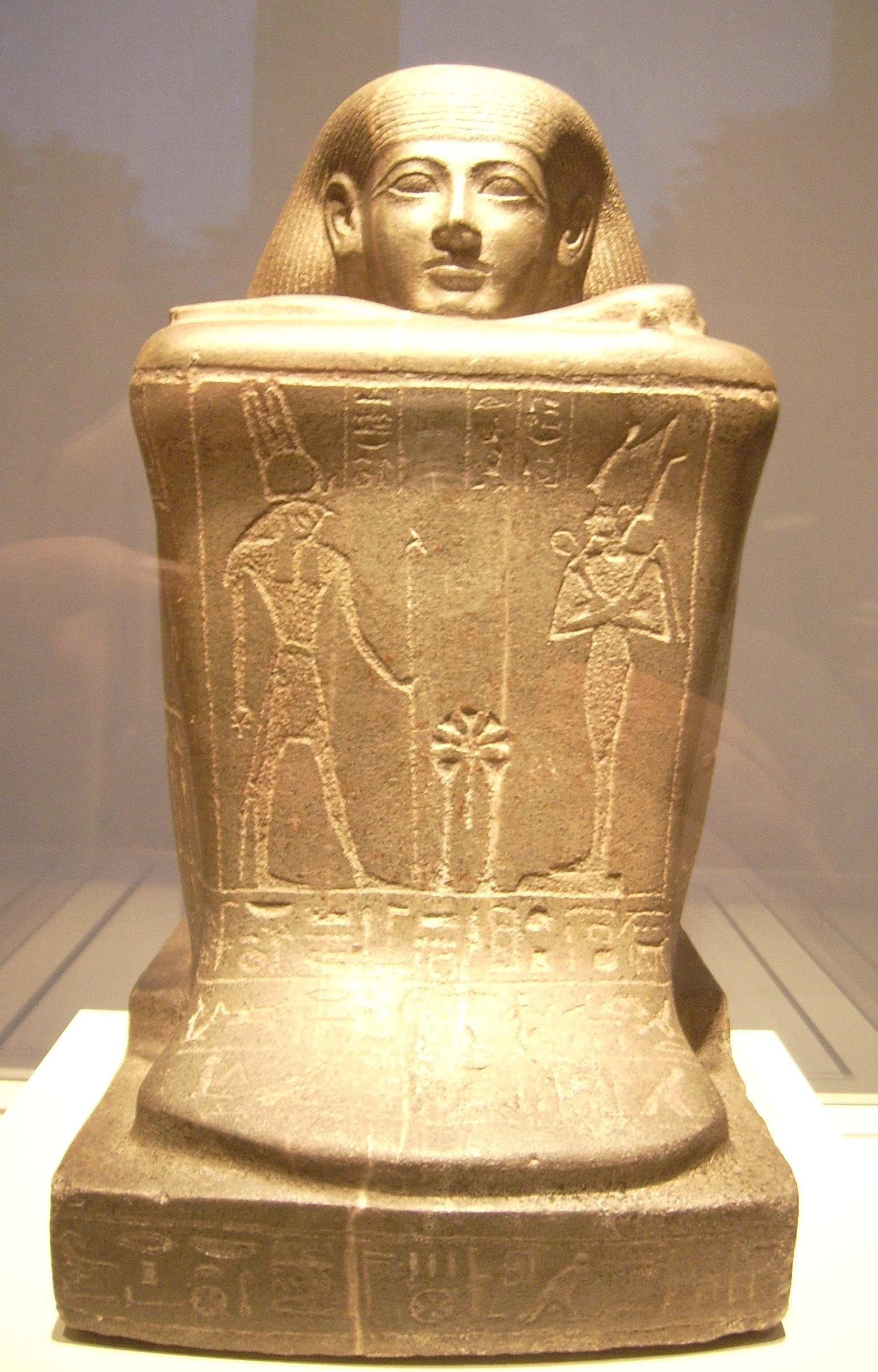
Blokbeeld uit de periode van de 23e Dynastie